# ديوغو أوليفيرا
ديوغو أوليفيرا هو لاعب كرة قدم برازيلي، ولد في 7 يناير 1982 في ريو دي جانيرو في البرازيل. لعب مع نادي كريسيوما.

## وصلات خارجية
- ديوغو أوليفيرا على موقع قاعدة بيانات كرة القدم.إي يو (الإنجليزية)
- ديوغو أوليفيرا على موقع Soccerway.com (الإنجليزية)